# نيكولاي ميخائيلوفتش كرامزين
نيكولاي ميخائيلوفتش كرامزين (بالروسية: Никола́й Миха́йлович Карамзи́н)؛(12 ديسمبر 1766 - 3 يونيو 1826) هو مؤرخ وروائي وشاعر روسي.
كتب كتابا عام 1792 عنوانه رسائل رحالة روسي، سجل فيها انطباعاته في أثناء رحلته إلى غرب أوروبا وإنجلترا وأدخل بذلك الوعي العالمي في الأدب الروسي. كذلك تبين روايته المغرقة في العاطفة ليزا المسكينة 1792 بداية حركة ما قبل الرومانسية في الأدب الروسي. اشتهر أساسا بفضل كتابته لكتاب عنوانه تاريخ الدولة الروسية (بالروسية: История государства Российского).

## سيرة الحياة
ولد نيقولاي كارامزين في 12 ديسمبر عام 1766 في قرية ميخايلوفكا بمحافظة سيمبيرسك في أسرة مالك عقارات متوسط الحال. وتلقى تعليمه الابتدائي في البيت كعادة أهل زمانه ثم التحق بمدرسة داخلية في سيبميرسك وبعد ذلك سافر إلى موسكو. وخدم في الجيش في كتيبة بريابروجينسكي الذائعة الصيت في عام 1781 وهناك جرت أولى محاولاته في الكتابة الأدبية ومارس الترجمة من اللغة الألمانية. وترك الخدمة في عام 1784 بعد وفاة والده.
في الأعوام التالية اقترب كارامزين مع أفراد المحفل الماسوني في سيمبيرسك ليس بسبب الإيمان بالغيبيات بل انطلاقا من وجهة النظر التنويرية، ولكنه سرعان ما تركهم. وفي فترة 1787-1789 شارك في إصدار أول مجلة للأطفال في روسيا بعنوان «مجلة المطالعة للقلب والعقل»، وفي الفترة اللاحقة قام بجولة أوروبية استغرقت عامين زار خلالها ألمانيا وسويسرا وفرنسا وبريطانيا حيث تعرف على متاحفها ومسارحها ومؤسساتها العلمية.
بعد عودته إلى موسكو أصدر مجلة «موسكوفسكي جورنال» التي نشر فيها روايته «ليزا المسكينة»(1792) التي حازت على إعجاب القراء، ثم نشر «رسائل مسافر روسي»(1791-1792) وحاز على الشهرة في الأوساط الأدبية الروسية. وفي فترة 1802-1803 أصدر مجلة «فيستنيك يفروبي» التي كانت تنشر المواضيع التاريخية بصورة رئيسية.
وفي أكتوبر/تشرين الأول عام 1803 أصدر القيصر ألكسندر الأول مرسوما بتعيين كارامزين في منصب باحث متخصص في دراسة الوثائق التأريخية براتب سنوي قدره 2000 روبل من أجل تدوين وقائع التأريخ الروسي. وفتحت أمامه المكتبات والأرشيفات. وقد واصل كارامزين حتى آخر يوم من حياته كتابة«تأريخ الدولة الروسية». وبدأ بحثه من الأزمنة القديمة وأول المصادر حول القبائل السلافية وأفلح في إيصال «التاريخ» إلى الفترة المظلمة (فترة الفتن). وأنجز عملا ضخما أسفر عن إصدار 12 مجلدا تضمنت تحليلا للمصادر التأريخية وأعمال المؤلفين الأوروبيين والروس بإسلوب أدبي رفيع.

## أهم مؤلفاته
تاريخ الدولة الروسية في أحد عشرا مجلدا، وتتضح فيه الإمكانات الأدبية للغة الروسية، مما مهد الطريق أمام بوشكين وكبار الأدباء في القرن التاسع عشر.

## وصلات خارجية
- نيكولاي ميخائيلوفتش كرامزين على موقع IMDb (الإنجليزية)
- نيكولاي ميخائيلوفتش كرامزين على موقع الموسوعة البريطانية (الإنجليزية)

- http://images.google.es/imgres?imgurl=http://www.xenophon-mil.org/ruscity/volga/xenog205.jpg&imgrefurl=http://www.xenophon-mil.org/ruscity/volga/river/volga.htm&usg=__x7MOUAIF9L-R5bynVdGXeDLht2U=&h=145&w=576&sz=35&hl=es&start=15&um=1&tbnid=31PgXt6rY5GDNM:&tbnh=34&tbnw=134&prev=/images?q=Karamzin+Simbirsk&ndsp=20&um=1&hl=es&sa=N
- http://www.freewebs.com/karamzine/
- (بالروسية) Karamzin's History of the Russian State
- (بالروسية) Karamzin. Poem
- Vestnik Evropy online